# Chindongo minutus
Chindongo minutus  (Syn.: Pseudotropheus minutus) ist ein in dem ostafrikanischen Malawisee endemischer Buntbarsch der Gattung Chindongo, der 1956 beschrieben wurde. 

## Merkmale
Chindongo minutus erreicht im natürlichen Lebensraum eine Gesamtlänge von 6,6 cm und zählt damit zu den kleinsten Mbuna. Das Männchen hat eine hellblaue Grundfarbe und ist durch fünf kräftige, dunkle, senkrechte Streifen gezeichnet. Das Weibchen ist im Kontrast zum Männchen blassblau. Ein sekundäres Geschlechtsmerkmal adulter Exemplare sind die bei Männchen größeren „Eiflecke“ in der Afterflosse. Rücken- und Afterflossen der Männchen sind zudem länger ausgezogen.

## Sexualverhalten und Brut
Chindongo minutus gehört zu den nicht paarbildenden parentalen Maulbrütern, bei denen die Brutpflege ausschließlich durch das Weibchen erfolgt. Während der Paarungsphase legt das Weibchen 20 bis 50 Eier, die es sofort in das Maul nimmt und die während der Paarung durch regelmäßige Spermaabgaben des Männchens befruchtet werden. Nach circa 21 Tagen werden die Jungfische aus dem Maul entlassen und danach nicht wieder vom Weibchen aufgenommen. Zu diesem Zeitpunkt sind sie vollständig entwickelt, selbständig und legen bereits ein Mbuna-typisches Revierverhalten an den Tag. Sie suchen sich sofort ein individuelles Versteck und verteidigen es gegen gleich große Fische.

## Sozialverhalten
Chindongo minutus ist wie alle Mbunas ein revierbildender und revierverteidigender Buntbarsch. Wobei sich die Weibchen gerne in den Revieren der Männchen aufhalten.

## Ernährung
Chindongo minutus frisst, wie andere Buntbarsche aus dem Malawisee, hauptsächlich den Aufwuchs und Biofilm von Steinen und Kleinkrebse.

## Vorkommen und Lebensraum
Chindongo minutus ist ein Endemit der Ostküste des Malawisees und ist hauptsächlich in der Nähe der Nkhata Bay anzutreffen. Des Weiteren wurde er auch schon bei der Chitande Insel und zwischen Chilumba und den Mara Rocks angetroffen. Er lebt in einer Tiefe von ca. 2 bis 10 Metern. Die Wassertemperatur beträgt dort um die 25 °C, zudem ist das Wasser leicht alkalisch (pH 7,5–8,0).

## Pflege im Aquarium
Für die Pflege sollte die Aquarienlänge ein Mindestmaß von 100 bis 120 Zentimeter aufweisen. Um die Aggressionen des männlichen Tieres zu kompensieren, ist eine Haremshaltung angebracht, d. h. nur ein Männchen aber mindestens zwei oder besser mehr Weibchen sollten in einem Aquarium zusammen gepflegt werden.
Chindongo minutus kann mit anderen Buntbarschen aus dem Malawisee vergesellschaftet werden. Als Futter sollte eine Mischung aus vegetarischen und eiweißhaltigen Produkten sowie Lebendfutter angeboten werden. Im Zoofachhandel wird dieser Fisch auch unter den Bezeichnungen Pseudotropheus pindani oder Eisblauer Maulbrüter angeboten.